# Def Squad Presents Erick Onasis
Albums de Def Squad
El Niño
(1998)
Singles
1. Focus
Sortie : 2000
2. Get Da Money
Sortie : 2000
3. Why Not
Sortie : 2000

Def Squad Presents Erick Onasis est le deuxième album studio de Def Squad, sorti le 16 mai 2000.
Cet album est souvent considéré comme un album solo d'Erick Sermon car Keith Murray et Redman ne font que quelques apparitions.
Il s'est classé 15e au Top R&B/Hip-Hop Albums et 53e au Billboard 200.

## Liste des titres
| No  | Titre | Contient un (des) sample(s) de                                                                   | Durée |
| --- | --- | ------------------------------------------------------------------------------------------------ | ----- |
| 1.  | Talk to Me (Intro) (Produit par Erick Sermon)                                                                     |                                                                                                  | 1:41  |
| 2.  | I Do 'Em (Produit par DJ Scratch)                                                                                 |                                                                                                  | 2:23  |
| 3.  | Don't Get Gassed (Produit par Erick Sermon)                                                                       |                                                                                                  | 2:41  |
| 4.  | Why Not (featuring Slick Rick – Produit par Erick Sermon et Darryl « Pop » Trotter)                               |                                                                                                  | 3:00  |
| 5.  | Live It Up (Interlude) (featuring Khari et Redman – Produit par Redman)                                           |                                                                                                  | 2:40  |
| 6.  | Hostility (featuring Keith Murray et Redman)                                                                      |                                                                                                  | 2:52  |
| 7.  | Mastering with E (Skit) (Produit par Erick Sermon)                                                                |                                                                                                  | 0:28  |
| 8.  | So Sweet (featuring Eazy-E)                                                                                       |                                                                                                  | 3:17  |
| 9.  | Focus (featuring DJ Quik et Xzibit – Produit par Erick Sermon)                                                    | Aqua Boogie (A Psychoalphadiscobetabioaquadoloop) de Parliament It Doesn't Really Matter de Zapp | 4:25  |
| 10. | Feel Me Baby (featuring Khari et Sy Scott – Produit par Erick Sermon)                                             |                                                                                                  | 3:16  |
| 11. | Can't Stop (featuring Dave Hollister et Peter Moore – Produit par Erick Sermon)                                   |                                                                                                  | 4:05  |
| 12. | Get Da Money (featuring Ja Rule – Produit par Erick Sermon)                                                       | Maceo de Maceo & All the King's Men                                                              | 3:38  |
| 13. | Ain't SHHH to Discuss (featuring Noah et Tephlon da Don – Produit par Mo-Suave' House Productions)                |                                                                                                  | 3:36  |
| 14. | Sermon [Speech] (Produit par Erick Sermon)                                                                        |                                                                                                  | 0:56  |
| 15. | Vangundy (featuring. Big Kim, Billy Billions, Boe & Ruck, Nolan Epps, PMD et Sy Scott – Produit par Erick Sermon) |                                                                                                  | 4:51  |
| 16. | Fat Gold Chain (featuring Too $hort – Produit par Erick Sermon)                                                   |                                                                                                  | 3:20  |